# 慢病毒屬
慢病毒屬（学名：Lentivirus）是反轉錄病毒科下的一個屬，此屬病毒的特徵是有較長的時間的潜伏期，例如人類免疫缺陷病毒(HIV)、猴免疫缺陷病毒(SIV)、馬傳染性貧血(EIA)、 貓免疫缺陷病毒(FIV)都是慢病毒屬，学名中“Lenti-”在拉丁文中有慢的意思。其共同特点为在其基因组的3'和5'有高度保守的LTR序列，其R区域用以整合酶的识别。
慢病毒屬可以由宿主細胞直接感染周圍的細胞，不必經由形成病毒顆粒此一步驟。
由于慢病毒可将其基因组整合到宿主基因组上，所以慢病毒通常用于给细胞、组织或个体增加或减少數目的基因。
在体外，慢病毒可由转染三种质粒于HEK 293细胞来人工制造。通常人工慢病毒可携带CRISPR基因或小髮夾RNA（shRNA）用以对宿主进行基因改造。
慢病毒感染不在細胞週期的（non-cycling）细胞。

## 下属物种
本属包括以下病毒：
- 牛免疫缺陷病毒 Bovine immunodeficiency virus，牛艾滋病毒
- 山羊关节炎脑炎病毒 Caprine arthritis encephalitis virus
- 马传染性贫血病毒 Equine infectious anemia virus
- 猫免疫缺陷病毒 Feline immunodeficiency virus
- 人类免疫缺陷病毒一型 Human immunodeficiency virus 1
- 人类免疫缺陷病毒二型 Human immunodeficiency virus 2
- 杰姆布拉纳病病毒 Jembrana disease virus
- 美洲狮慢病毒 Puma lentivirus
- 猿猴免疫缺陷病毒 Simian immunodeficiency virus
- Visna-maedi virus

## 外部連結
- 微生物免疫學-Retroviridae(反轉錄病毒科) （页面存档备份，存于）
- 慢病毒制作指南addgene.org （页面存档备份，存于）